# Sergio Elías
Sergio Antonio Elías (San Salvador de Jujuy, Jujuy, 9 de enero de 1972) es un exfutbolista argentino que jugaba como volante.

## Trayectoria

### Atlético Tucumán
Nacido en San Salvador de Jujuy, Elías se mudó a San Miguel de Tucumán, para formarse en las divisiones inferiores de Atlético Tucumán. Debutó con la camiseta del decano en el año 1992. Elías jugó en Atlético hasta el año 1996.

### Patronato
En 1996 se trasladó a Entre Ríos, para jugar en Patronato. En el equipo de Paraná jugó hasta 1998.

### Laferrere
A mediados de 1998 pasó a Laferrere, donde disputó una temporada.

### Barracas Central
En 1999 llegó a Barracas Central. El club porteño fue el último de su carrera, ya que se retiró del fútbol jugando para el guapo.

## Clubes
| Club             | País      |
| ---------------- | --------- |
| Atlético Tucumán | Argentina |
| Patronato        | Argentina |
| Laferrere        | Argentina |
| Barracas Central | Argentina |